# Pic du Béal Traversier
Il Pic du Béal Traversier (2.910 m s.l.m.) è una montagna delle Alpi Cozie (sottosezione Alpi del Monginevro). Si trova nel dipartimento francese delle Alte Alpi nella regione del Queyras.